# Cephalops parmatus
Cephalops parmatus är en tvåvingeart som beskrevs av De Meyer och Patrick Grootaert 1990. Cephalops parmatus ingår i släktet Cephalops och familjen ögonflugor. Inga underarter finns listade i Catalogue of Life.